# Puma (БМП)
Puma (нім. Schützenpanzer Puma) — німецька бойова машина піхоти останнього покоління. Цей проект спільного підприємства Projekt System & Management GmbH (PSM) концернів Krauss-Maffei Wegmann (KMW) та Rheinmetall (RLS). У грудні 2004 Федеральне агентство озброєнь (BWB) підписало договір на виготовлення 405 машин і 5 прототипів.
Серійні машини стали надходити до Бундесверу 17 квітня 2015, через 4 дні (13 квітня) після офіційного рішення генерального інспектора сухопутних військ прийняти нову БМП на озброєння армії.
Планами передбачено, що БМП Puma прийде на заміну БМП Marder, який перебуває на озброєні Бундесверу вже понад 40 років.

## Історія
Новий проект почали розробляти в 1996 році на основі проекту Нова броньована платформа) (NGP), що передбачала створення універсальної захищеної платформи для різних систем озброєння вагою 55-72 т, з панцирним захистом як у основних танків. На 1998 йшов паралельний розвиток на одній платформі трьох систем: БТР, БМП, ЗСУ. 26 лютого 1998 була прийнята концепція нового БМП (нім. Neuer Schützenpanzer (NeSPz)). Через технічні проблеми завершення прототипу перенесли з листопада 2007 на 2009 рік. Презентація Федеральному міністерству оборони відбулась 6 травня і супроводжувалась проблемами з ходовою частиною, трансмісією.

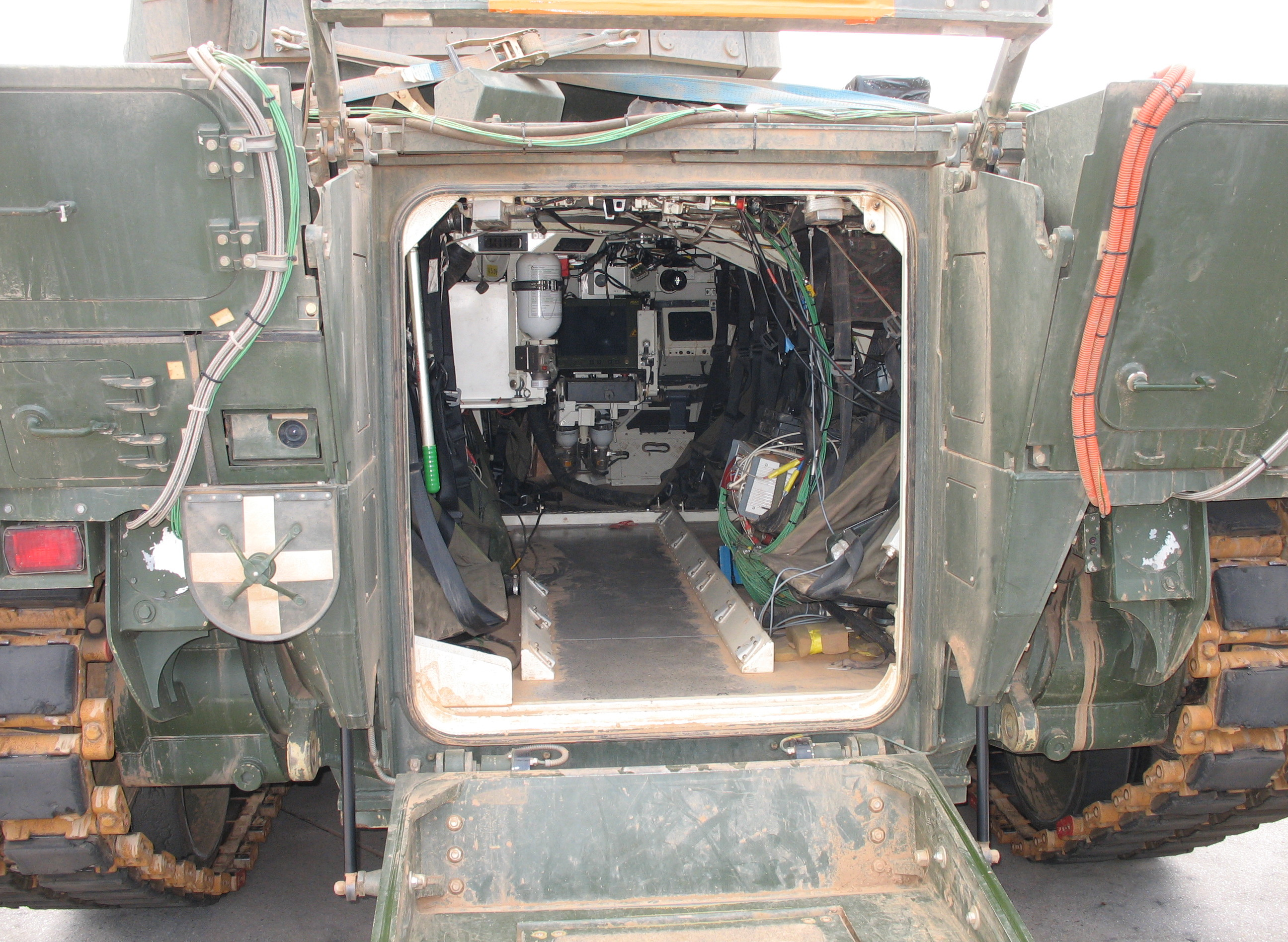
Задній люк БМП Puma

Після терористичних атак 11 вересня 2001 року постала умова перевезення бронетехніки авіатранспортом. Для перевезення перспективним військовим транспортним літаком Airbus A400M Atlas вага БМП була обмежена 32 т. Через чергові технічні проблеми в 2012 році було виготовлено лише 10 тестових БМП Puma. Внутрішній об'єм корпусу в 10 м³ дозволяє використовувати його за базу для інших типів машин.
Консорціум на чолі з Leidos запропонував на базі ходової частини БМП Puma розробити БМП для Армії США згідно програми Ground Combat Vehicle. У виготовленні БМП Puma беруть участь провідні компанії Німеччини: оптику Cassidian, Schleifring und Apparatebau; кондиціювання Rexxon; трансмісії Renk AG, Oerlikon Contraves; мотор MTU Friedrichshafen, Kidde Deugra Löschsysteme, Heckler & Koch; електрообладнання Jenoptik, засоби захисту Drägerwerk та інші.
Перший прототип 6 грудня 2010 року був переданий BWB. Серійне виробництво мало розпочатись влітку 2014. У жовтні 2013 Міністерство оборони оприлюднило результати випробувань, що виявили поганий огляд через прилади для членів екіпажу, незадовільну роботу електронних приладів, завелику вагу машини.
В 2009 році розглядалась можливість придбання для Бундесверу 405 БМП Puma за € 3,1 млрд, проте в 2013 році плани було переглянуто й кількість замовлених машин зменшилась до 350, а вартість навпаки, зросла до € 4,3 млрд. Таке зростання видатків виникло через те, що спочатку не було враховано вартість додаткового обладнання й озброєнь.
Серійні машини стали надходити до Бундесверу 17 квітня 2015, через 4 дні (13 квітня) після офіційного рішення генерального інспектора сухопутних військ прийняти нову БМП на озброєння армії.
В травні 2018 року з конвеєра заводу Унтерлюс компанії Райнметал зійшла 100-та, або ж 200-та спільно вироблена консорціумом машина.

### Проблеми у виробництві та впровадженні
БМП Puma був розкритикований спеціалістами через надлишкову вагу, що вимагає значних додаткових затрат при авіаперевезеннях; калібр 30-мм для основної зброї при значній масі машини; використання кулемету калібром 5,56-мм замість потужнішого 7,62-мм; надто велика висота машини, що на 80 см перевищує висоту основного танку Leopard 2 та надто велику вартість близько 5 000 000 доларів. Це робить його однією з найдорожчих бойових машин світу при вихідному принципі початку проектування — бронемашина за мінімальну ціну[джерело?].
Розробка, виробництво та впровадження нової машини зіштовхнулось з низкою проблем. Так у підготовленій в травні 2017 року доповіді Бундесверу йшлося про затримки з інтеграцією протитанкового ракетного комплексу (ПТРК), які вже тоді становили понад 59 місяців. Крім того, інтеграція ПТРК була пов'язана з фінансовими ризиками, які досі не вдалось оцінити.
Також були виявлені проблеми з бортовими радіостанціями, які мають забезпечувати надійний зв'язок як між БМП Puma, так й іншою бойовою технікою, танками, та навіть доставленим десантом. Були виявлені й проблеми з вбудованим ПЗ бортової інформаційної системи машини.
Частково проблеми дотримання плану випуску спричинені тим, що виробництво розподілено серед багатьох постачальників, а тому інтеграція може забирати непередбачувано багато часу.
Станом на травень 2017 року було виготовлено та поставлено у війська 133 машини проти 183 запланованих. В тому числі й через зрив строків замовлення існує брак запасних частин, подолати який можливо тільки до четвертого кварталу 2018 року. Через технічні несправності деякі щойно поставлені машини мають бути відправлені до ремонтних майстерень. у підсумку, очікується, що машини набудуть готовності до бойового застосування не раніше 2030 року

### Подальший розвиток
В липні 2017 року концерн Rheinmetall підписав з Бундесвером угоду щодо модернізації БМП Puma. Передусім, йдеться про збільшення бойових можливостей машини в умовах сучасного поля бою. Передбачається застосувати модернізаційні пакети та додаткове обладнання загальною вартістю €115 млн.
Модернізація передбачає не лише підвищення бойових можливостей БМП (тестування та нова конфігурація машини з новим складом озброєння та збільшення ситуаційної інформованості екіпажу і десанту шляхом застосування нових приладів спостереження), але й покращення процесу бойової підготовки військ з використанням цієї БМП.
БМП отримає нову дистанційно керовану систему відстрілу 40-мм гранат (англ. turret-independent secondary weapon system, TSWA), що збільшить можливості враження цілей на коротких дистанціях (до 400 м) вдень і вночі, головним чином, в умовах складного і урбанізованого ландшафту.
Іншою новиною буде оснащення БМП системою зв'язку SOTAS-IP виробництва фірми Thales, яка сумісна з новими контрольними панелями системи солдата майбутнього IDZ не лише на БМП, але й на БТР Boxer та модернізованому танку Leopard 2A7V.
Прилади спостереження будуть модернізовані до сучасних стандартів: чорно-білі монітори будуть замінені на сучасні кольорові, та будуть модернізовано відповідні оптичні прилади. Командир екіпажу та екіпаж матимуть кращий огляд поточної ситуації а також це створить можливості для подальшої інтеграції сучасних засобів розвідки та наведення. В задній частині машини буде встановлено новий інфрачервоний ліхтар для поліпшення роботи водія вночі. Такий пакет оновлень планується встановити спершу на три машини.

## Конструкція

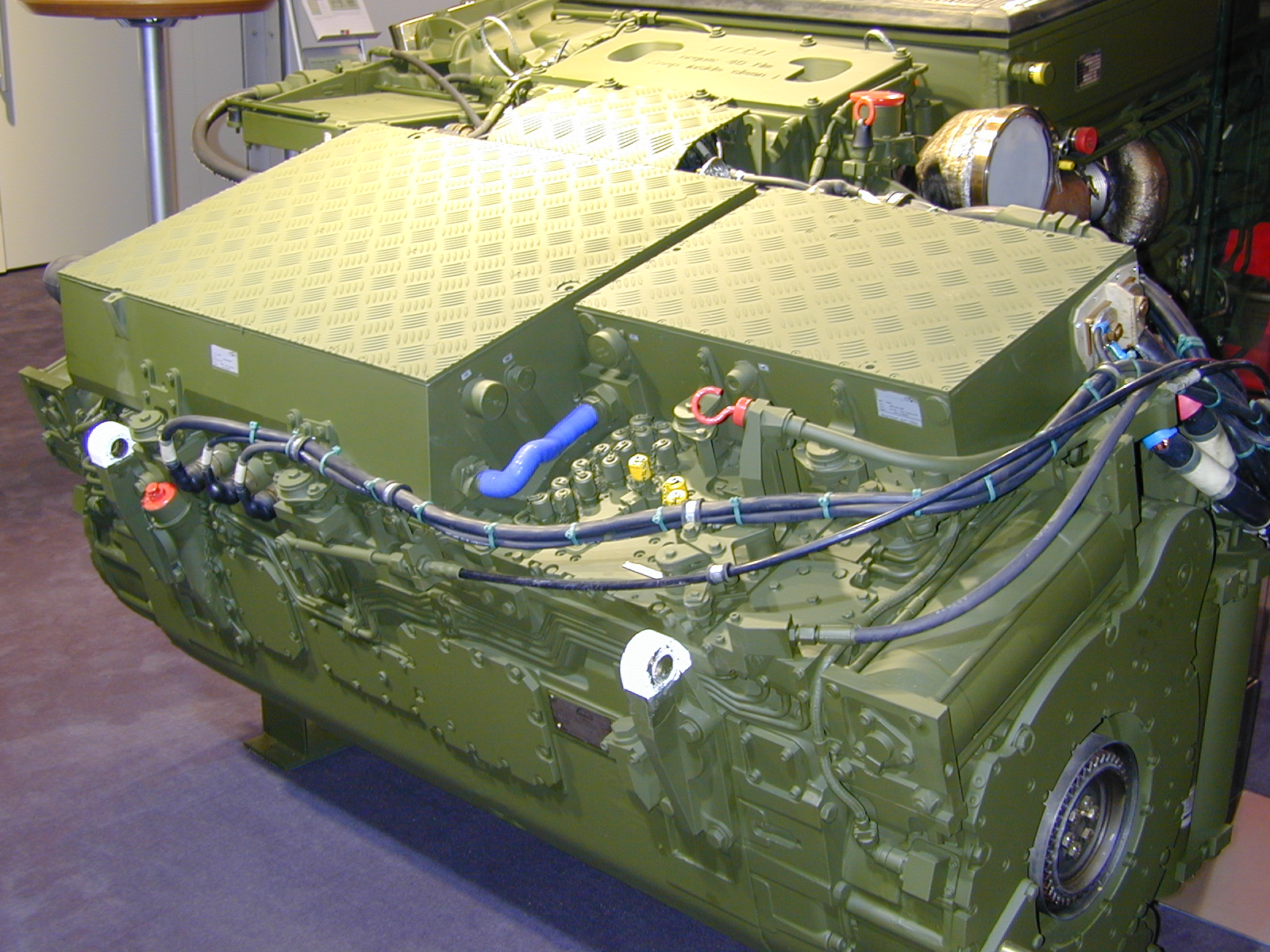
Моторний блок

БМП Puma має модульний принцип панцирного захисту, що дозволяє легку заміну навісних елементів захисту на більш модерні в ході модернізації під час прогнозованої 30-річної експлуатації. Крім того встановлені системи активного і динамічного захисту. Система MUSS (англ. Multifunctional Self-Protection System) компанії EADS виявляє спрямований у БМП набій і приводить в дію електронні і піротехнічні засоби захисту.
Корпус з стальних панцирних листів, скріплених зварюванням, витримує під днищем вибух мін чи саморобних вибухових пристроїв вагою до 10 кг, обстріл бортів з 14,5-мм зброї, а з додатковим захистом 30-мм набоїв. Корпус оберігає екіпаж від зброї масового ураження. Модульний додатковий захист рівня С(Combat) охоплює фронтальну частину, вежу, днище, борти. Він виготовлений з композитного захисту AMAP (Advanced Modular Armor Protection) компанії IBD Deisenroth Engineering і придатний для перевезення БМП залізницею.
Потенційно розглядається можливість встановлення захисту рівня В, який не підлягає перевезенню залізницею. Базова модифікація з системою захисту рівня А (аеромобільний) має вагу 31,45 т задля перевезення вантажним літаком A400M, що ще розробляється. Додатковий захист рівня С має перевозитись окремо. Тому для перевезення 3 БМП Puma із захистом рівня С необхідно 3×A400M + 1×A400M з їхнім додатковим захистом.

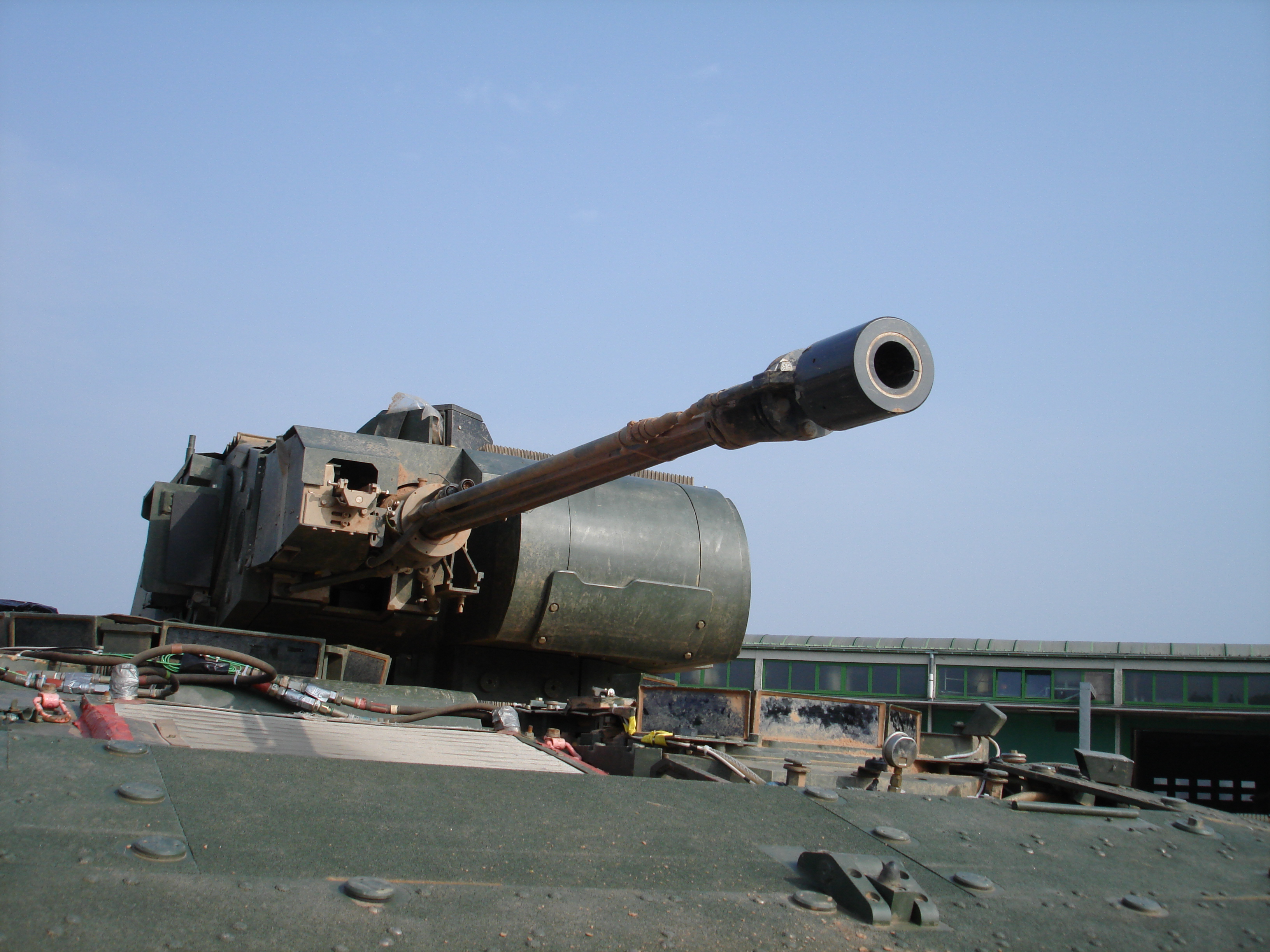
30-мм гармата на прототипі VS-2

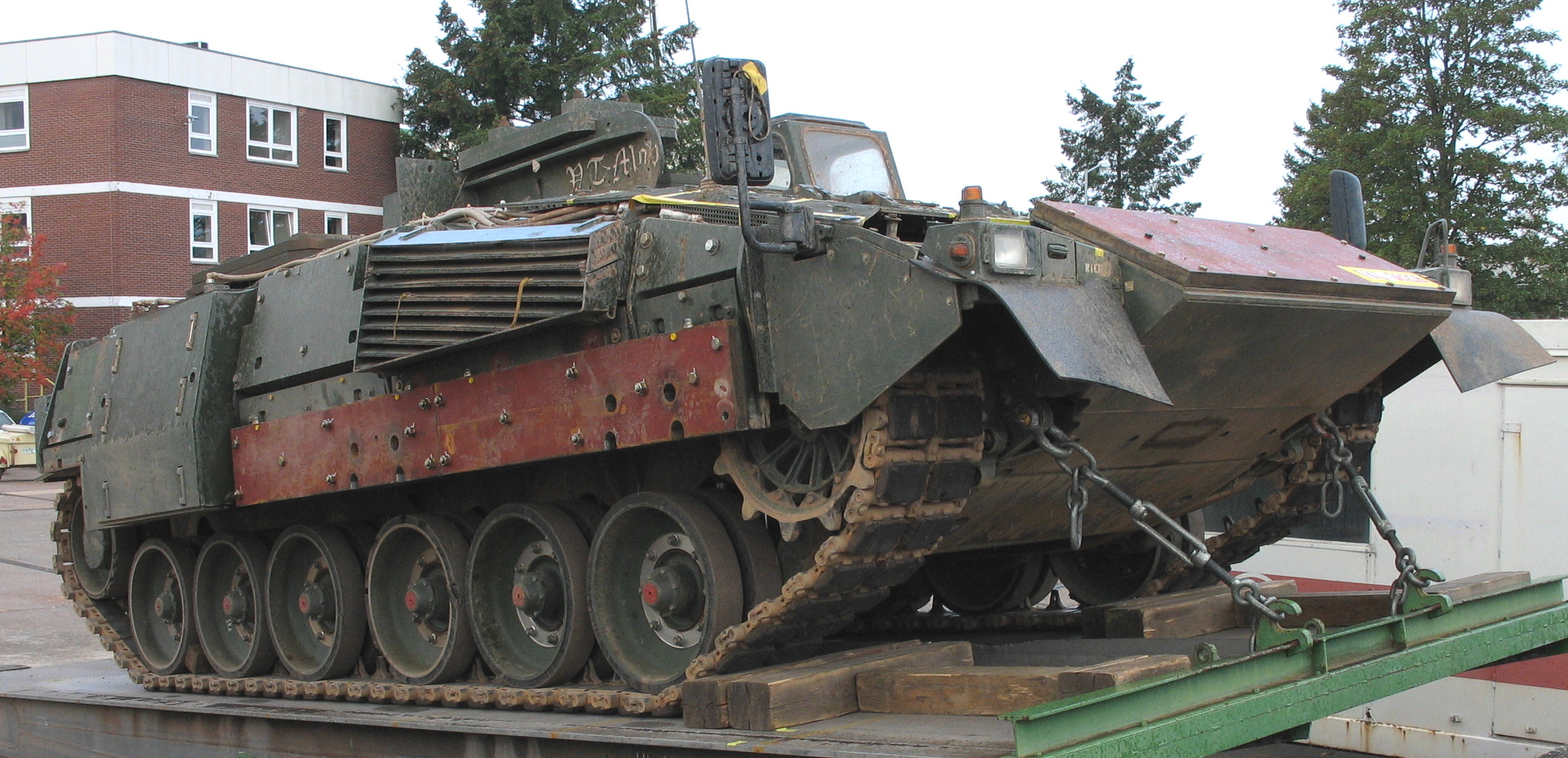
Один з прототипів БМП Puma

Система приводу з 10-циліндровим мотором розміщена у передній частині з системою охолодження вихлопних газів, які виводяться назовні у задній частині машини для ускладнення виявлення ІЧ системами. Для зменшення виявлення БИП ІЧ-засобами на корпус нанесено відповідне покриття. Додатково встановлено багатофункціональну систему оптико-електронного подавлення концерну EADS (European Aeronautic Defence and Space Company). Система Softkill-System виявляє, розпізнає ПТКР і створення перешкод у їхній системі наведення. Можливе додаткове встановлення комплексів активного захисту.
6-ступінчаста електро-гідравлічна КП забезпечує високу маневреність на полі бою. Гідропневматична підвіска дозволяє знизити шум у кабіні до 96 дБ з 120 дБ зовні та забезпечує постійний кліренс 450 мм незалежно від навантаження. Гумово-металева гусениця на 40 % легша від гусениці танка Leopard 1.
У корпусі спереду розміщується три члени екіпажу, у задній частині 6 гренадерів. На відміну від БМП Мардер вони сидять під бортовими стінками (4 справа, 2 зліва). Основною зброєю є 30-мм швидкострільна гармата, що встановлюється на австрійському БМП Улан. Додатково встановлюють 5,56-мм кулемет HK MG4, 6-дульна пускова установка осколкових гранат SKWA калібру 76 мм, що діє на відстані до 50 м.
Для боротьби з танками, гелікоптерами передбачається встановлення протитанкового комплексу Spike німецько-нідерландсько-ізраїльського концерну EuroSpike GmbH. спочатку буде встановлена випробувана у військах система MELLS Mehrrollenfähiges Leichtes Lenkflugkörper-System з двома ракетами Spike.

## Оператори
- Німеччина:
  - Бундесвер: 350 машин станом на грудень 2022 р.[7].

### Німеччина
Наприкінці червня 2021 року компанія Rheinmetall повідомила, що її спільне підприємство з Krauss-Maffei Wegmann — PSM GmbH (кожна з компаній має по 50 % акцій) отримало замовлення на модернізацію першої партії бойових машин піхоти Puma Бундесверу.
Загальна вартість замовлення для консорціуму PSM GmbH становить 1,04 мільярда євро (1,24 мільярда доларів), з яких 501 мільйон євро отримає компанія Rheinmetall. Ціна за одну БМП зросла з 7,6 млн євро до 17 млн, що зробило БМП «Puma» найдорожчою в світі.
Контракт на модернізацію німецьких БМП Puma у кількості 154 одиниці, був підписаний 28 червня 2021 року у Федеральному відомстві з питань обладнання, інформаційних технологій та технічної підтримки Бундесверу (BAAINBw) у Кобленці. Роботи планується розпочати в липні 2021 року, і як очікується вони будуть завершені в 2029 році.
Угода також містить можливість модернізації ще додатково 143 бойові машини піхоти Puma, що для консорціуму PSM означатиме додатковий обсяг робіт на загальну суму 820 млн євро.
Модернізація покликана довести більшість першої партії бойових машин Бундесверу з 350 БМП Puma до рівня S1. Серед іншого, нова версія Pu1 S1 буде оснащена ракетною системою MELLS; новими засобами спостереження для водія та іншим додатковим електронним обладнанням.
За словами міністра оборони Німеччини Крістіне Ламбрехт формально Бундесвер має на озброєнні 350 БМП «Puma», однак лише 150 з них знаходяться в працездатному стані й готові для бойового застосування. Військові навчання наприкінці 2022 року виявили низьку надійність БМП через проблеми з механізмами башти та електронікою (всі 18 машин, що були задіяни до тренувань, вийшли з ладу за 8 днів). Міністр оборони розпорядилася відсторонити БМП «Puma» від використання в місії Об'єднаної оперативної групи підвищеної готовності НАТО, оголосила про заморожування закупівель нових Puma та зупинку модернізації Puma, які вже стояли на озброєнні.
Перші модернізовані до рівня S1 машини мали надійти в грудні 2023 року, та через різні проблеми (зокрема, із програмним забезпеченням) терміни були відсунути на початок 2024 року.